# Гальцев Павло Сазонтійович
Гальцев Павло Сазонтійович (нар. 25 січня 1936, Тростянець ) — Народний депутат України 1-го скликання.

## Біографія
Народився 25 січня 1936 р. в с. Тростянець Великомихайлівського району Одеської обл., в сім'ї селян.
З 1954 р. працював вантажником колгоспу ім. Войкова Великомихайлівського р-ону, завідувачем Тростянецького сільського клубу.
У 1957 р. навчався у Трембовлянському культпросвітучилищі в Тернопільській області Проходив строкову військову службу в Радянській Армії.
У 1960-1965 рр. навчався в Одеському сільськогосподарському інституті, отримав спеціальність «агроном».
З 1965 р. — головний агроном колгоспу ім. Кутузова Білгород-Дністровського району.
З 1968 р. — голова колгоспу «Більшовик» Білгород-Дністровського району.
Одружений, має дітей.

## Політична діяльність
Член КПРС з 1961 року, член РК КПУ, член МК КПУ член бюро РК КПУ, кандидат у члени ОК КПУ; депутат сільської Ради.
Висунутий кандидатом у Народні депутати трудовим колективом колгоспу «Більшовик» Білгород-Дністровського р-ону. 18 березня 1990 р. обраний Народним депутатом України, набравши у 2-му турі 53,56 % голосів, 9 претендентів (Одеська обл., Білгород-Дністровський виборчий округ N 303).
Входив до груп «Аграрники», «Земля і воля».
Член Комісії ВР України з питань агропромислового комплексу.

## Нагороди
Нагороджений орденами Трудового Червоного Прапора та «Знак Пошани», медалями.